# Slobodni zidar po viđenju
U slobodnom zidarstvu, izraz slobodni zidar po viđenju (engl. Mason at sight ili Mason on sight) odnosi se na osobu koja prethodno nije bila član, ali je inicirana u slobodno zidarstvo i uzdignuta do stupnja majstora zahvaljujući posebnoj primjeni ovlasti velikog majstora.

## Postupak
Postupak primanja slobodnog zidara po viđenju utemeljio je Albert Mackey kao osmi od svojih 25 međaša slobodnog zidarstva.
Uobičajen način na koji se netko prima u majstorski stupanj kroz ovaj rijedak postupak uključuje osnivanje posebne lože koju veliki majstor stvara isključivo u svrhu inicijacije tog kandidata. Ta se "prigodna loža" nakon završetka inicijacije raspušta.
Ipak, iako se najčešće koristi ovaj formalni put, američki povjesničar Louis L. Williams napominje kako veliki majstor, koristeći svoju jedinstvenu i neupitnu ovlast, može djelovati i proizvoljno – primjerice, jednostavno proglasiti osobu majstorom.

## Povijesni primjeri

### Ujedinjeno Kraljevstvo
U ranoj povijesti spekulativnog zidarstva zabilježeni su slučajevi primanja slobodnih zidara po viđenju, poput inicijacije Franje Stjepana Lotarinškog 1731. u domu Roberta Walpolea, četrnaest godina prije nego što je postao car Svetog Rimskog Carstva, te Fridrika, princa od Walesa, 1737. godine.

### Sjedinjene Američke Države
Joseph Smith, utemeljitelj Crkve Isusa Krista svetaca posljednjih dana (mormoni), primljen je kao slobodni zidar po viđenju u ožujku 1842., završivši sva tri stupnja slobodnog zidarstva u neuobičajeno kratkom roku od dva dana.
Drugi poznati Amerikanci koji su postali slobodni zidari po viđenju uključuju generala Douglasa MacArthura (17. siječnja 1936.) u nazočnosti više od šest stotina slobodnih zidara, generala Georgea Marshalla kojeg je uzdigao veliki majstor Velike lože Distrikta Columbia u prosincu 1941., te promotora boksa Dona Kinga, kojega je 1987. uzdigao veliki majstor iz Prince Hall velike lože Ohija.
Američki astronaut i senator John Glenn je 1978. godine postao slobodni zidar po viđenju  po odluci velikog majstora Velike loža Ohija.

#### Predsjednici SAD-a
William Howard Taft postao je slobodni zidar po viđenju 18. veljače 1909., nekoliko tjedana prije inauguracije za 27. predsjednika Sjedinjenih Američkih Država. Prigodna loža osnovana je u hramu Škotskog reda u Cincinnatiju oko 16 sati, a sazvao ju je veliki majstor Velike loža Ohija Charles Hoskinson. Nakon inicijacije, loža je raspuštena nešto poslije 18 sati.
Joe Biden proglašen je majstorom, slobodnim zidarom po viđenju, od strane Prince Hall velike lože Južne Karoline 19. siječnja 2025. godine. Međutim, časopis The Pillar naglašava da bi Biden sam morao prihvatiti članstvo, čak i pasivnim neprigovaranjem, jer slobodni zidari nemaju ovlast učiniti nekoga članom bez njegova pristanka – kao što ni brak nije moguć bez pristanka. Uz to, neki dovode u pitanje legitimnost tog čina s obzirom na to da Prince Hall velika loža Južne Karoline nije priznata kao regularna od strane nijedne takozvane "glavne" velike lože u SAD-u, Ujedinjene velike lože Engleske ni bilo koje druge priznate slobodnozidarske nadležnosti.